# دتینگن ان در یلر
دتینگن ان در یلر (به آلمانی: Dettingen an der Iller) یک شهر در آلمان است که در بیبراخ واقع شده‌است. دتینگن ان در یلر ۲٬۲۵۵ نفر جمعیت دارد.